# Menjamel escatós
El menjamel escatós (Lichmera squamata) és un ocell de la família dels melifàgids (Meliphagidae).

## Hàbitat i distribució
Habita boscos de Wetar, Romang i Leti, a les illes Petites de la Sonda, illes Tanimbar i Kai.